# Серебряническая набережная
Сере́бряническая на́бережная — набережная в центре Москвы на правом берегу Яузы в Таганском районе между Яузской улицей и улицей Земляной Вал.

## История
Возникла в XVIII веке. Сохраняет название казённой слободы XVII века Старые Серебряники (Денежная), в которой жили мастера денежного Серебряного двора, изготавливавшие также серебряную посуду для царского двора, оклады для икон, нательные кресты и серебряные украшения — серьги, кольца.

## Описание
Серебряническая набережная продолжает Устьинскую набережную и переходит в Полуярославскую. Начинается от Яузской улицы и Астаховского моста, проходит на восток, слева к ней примыкают Серебрянический переулок, Тессинский переулок, заканчивается на Садовом кольце на улице Земляной Вал и Высокояузском мосту. Напротив расположена Берниковская набережная.

## Здания и сооружения
Дома расположены только по нечётной стороне.
- № 27 — издательский дом «Русская панорама».
- № 29 — МФЦ «Серебряный город» (2007, архитекторы А. Савин, А. Чельцов, К. Фомин, Б. Шелл, Т. Прокофьева, Д. Манчино, М. Аурс и др.)[1].